# Global Cycling Network
Global Cycling Network ist der Name eines 2012 gegründeten, ab 2013 veröffentlichenden und ursprünglich rein englischsprachigen YouTube-Kanals, der sich mit Themen rund um den Radrennsport befasst. Die Themen reichen dabei von Berichterstattungen zu Radsportereignissen über Tipps für Amateure bis hin zu Ausgaben mit eher unterhaltendem Charakter. Moderiert werden die Sendungen größtenteils von ehemaligen Radrennfahrern, auf Englisch beispielsweise von Simon Richardson, Daniel Lloyd oder Manon Lloyd. Auf dem deutschen Kanal moderierten bis Anfang 2024 Richard Weinzheimer und Tobias Knaup, die Mario Vogt und Björn Thurau abgelöst hatten und im Juni 2024 wiederum vom reanimierten Vogt sowie von Neuzugang Patrick Haller abgelöst wurden.

## Geschichte
Das Global Cycling Network gehörte zunächst zur 2010 von Simon Wear gegründeten Shift Active Media und hat seinen Sitz in Bath, Somerset. Später wurde GCN ausgegliedert und Teil der Play Sports Group (PSG). Ab Februar 2017 war Discovery mit 20 Prozent der Anteile an PSG beteiligt, der im Januar 2019 auf 71 Prozent gesteigert wurde. Mit dieser Investition will PSG das Angebot auf YouTube mit dem bereits auf seinem TV-Sender Eurosport angebotenen Radsportprogramm kombinieren.
Unter der Marke GCN werden auch Radsportartikel angeboten, das Videoangebot finanziert sich unter anderem über Werbeeinnahmen von Radsportmarken, die in den Videos gezeigt werden, wie Canyon Bicycles und Pinarello, der Online-Trainingsplattform Zwift bzw. Ausrüstern wie Giro. Die Vermarktung solcher Marken ist bis heute auch der Unternehmenszweck von Shift Active Media.
Beim Start 2013 war der Kanal YouTube Original Content Channel, wodurch YouTube ab 2012 den Anteil professionell gedrehter Videos gegenüber privater Videos – wozu das Portal gegründet worden war – erhöhen wollte.
Im Laufe der Zeit kamen auch mehrere anderssprachigen Kanäle dazu, so dass es mittlerweile auch eine spanische (seit 2018), italienische, japanische (beide seit 2019), deutsche und französische (beide seit 2020) Ausgabe gibt. Daneben existieren für einzelne Bereiche auch noch weitere Kanäle, so gibt es etwa für technische Themen den englischsprachigen Kanal GCN Tech und für Berichterstattungen zu Radrennen den Kanal GCN Racing.

## Moderatoren

### Global Cycling Network
- Simon Richardson
- Daniel „Dan“ Lloyd
- Jon Cannings
- Tom Last
- James Lowsley-Williams (aka Hank)
- Oliver Bridgewood
- Conor Dunne
- Alex Paton

### GCN en Español (seit 2018)
- Lucas Sebastian Haedo
- Óscar Pujol
- Mayalen Noriega

### GCN en français
- Florian Chabbal
- Loic Chetout

### GCN Italia (seit 2019)
- Alan Marangoni
- Giorgio Brambilla

### GCN Japan (seit 2019)
- Yukihiro Doi

### GCN auf Deutsch
- Patrick Haller
- Laurin Winter

### Ehemalige Moderatoren
- Matthew „Matt“ Stephens
- Emma Pooley
- Chris Opie
- Katherine Moore
- Jeremy Powers
- Manon Lloyd
- GCN auf Deutsch: Mario Vogt (von Anfang 2020 bis Frühjahr 2021 und April bis Oktober 2024)
- GCN auf Deutsch: Björn Thurau (von Anfang 2020 bis Anfang 2021)
- GCN auf Deutsch: Richard Weinzheimer (2021 bis März 2024)
- GCN auf Deutsch: Tobias Knaup (2021 bis April 2024)